# Torreiglesias
Torreiglesias ist eine Gemeinde in der spanischen Provinz Segovia. Sie liegt im Süden der Autonomen Region Kastilien und León, an der Nordwestabdachung der Sierra de Guadarrama. Sie hat 256 Einwohner (Stand: ). 

## Geographie
Torreiglesias liegt etwa 17 Kilometer nordnordöstlich vom Stadtzentrum von Segovia in einer Höhe von ca. 1030 m. 
Torreiglesias befindet sich innerhalb der Zone des kontinentalen mediterranen Klimas.

## Bevölkerungsentwicklung
| Jahr      | 1970 | 1981 | 1991 | 2001 | 2011 | 2021 |
| Einwohner | 479  | 501  | 399  | 382  | 344  | 261  |

## Sehenswürdigkeiten

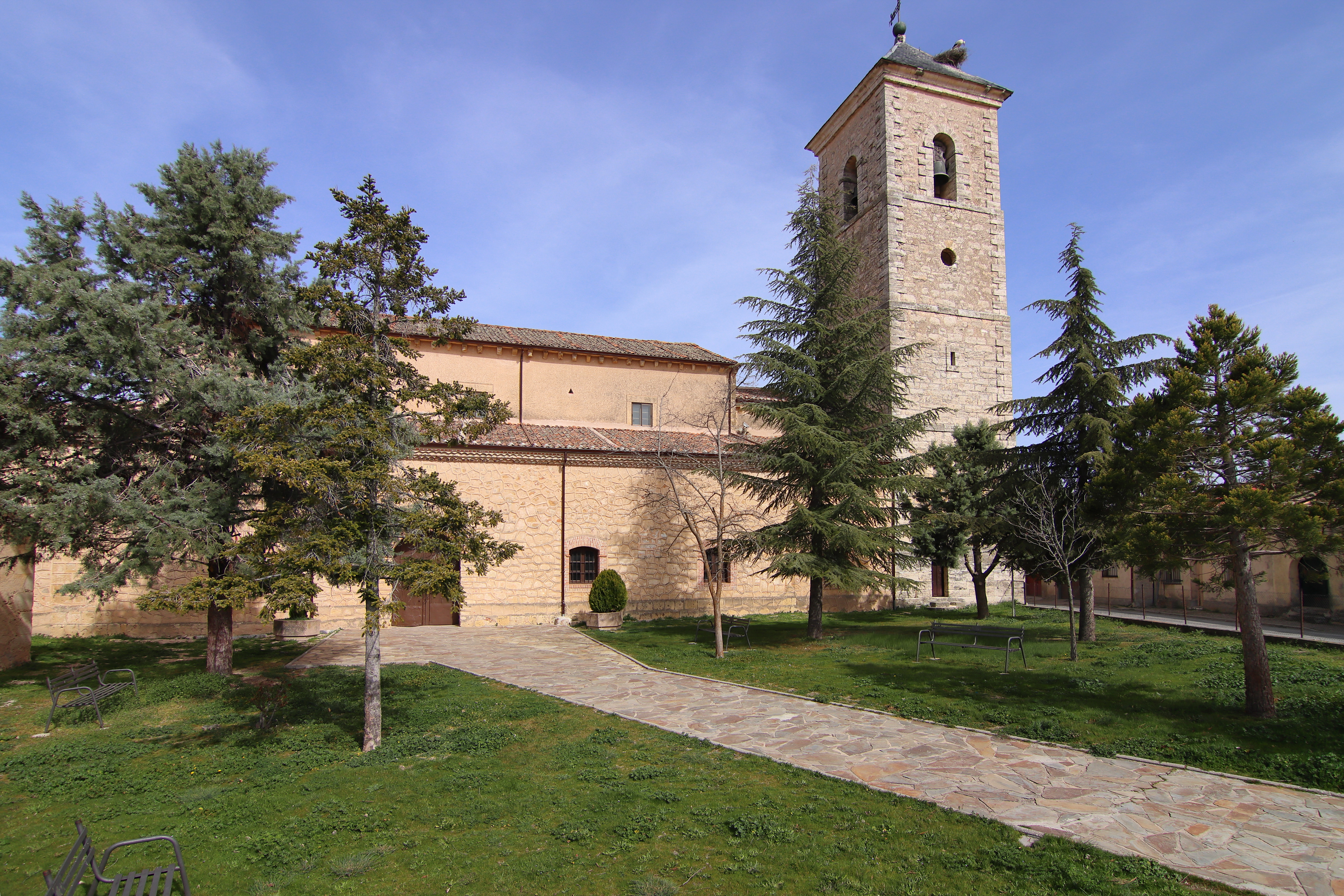
Kirche Mariä Himmelfahrt
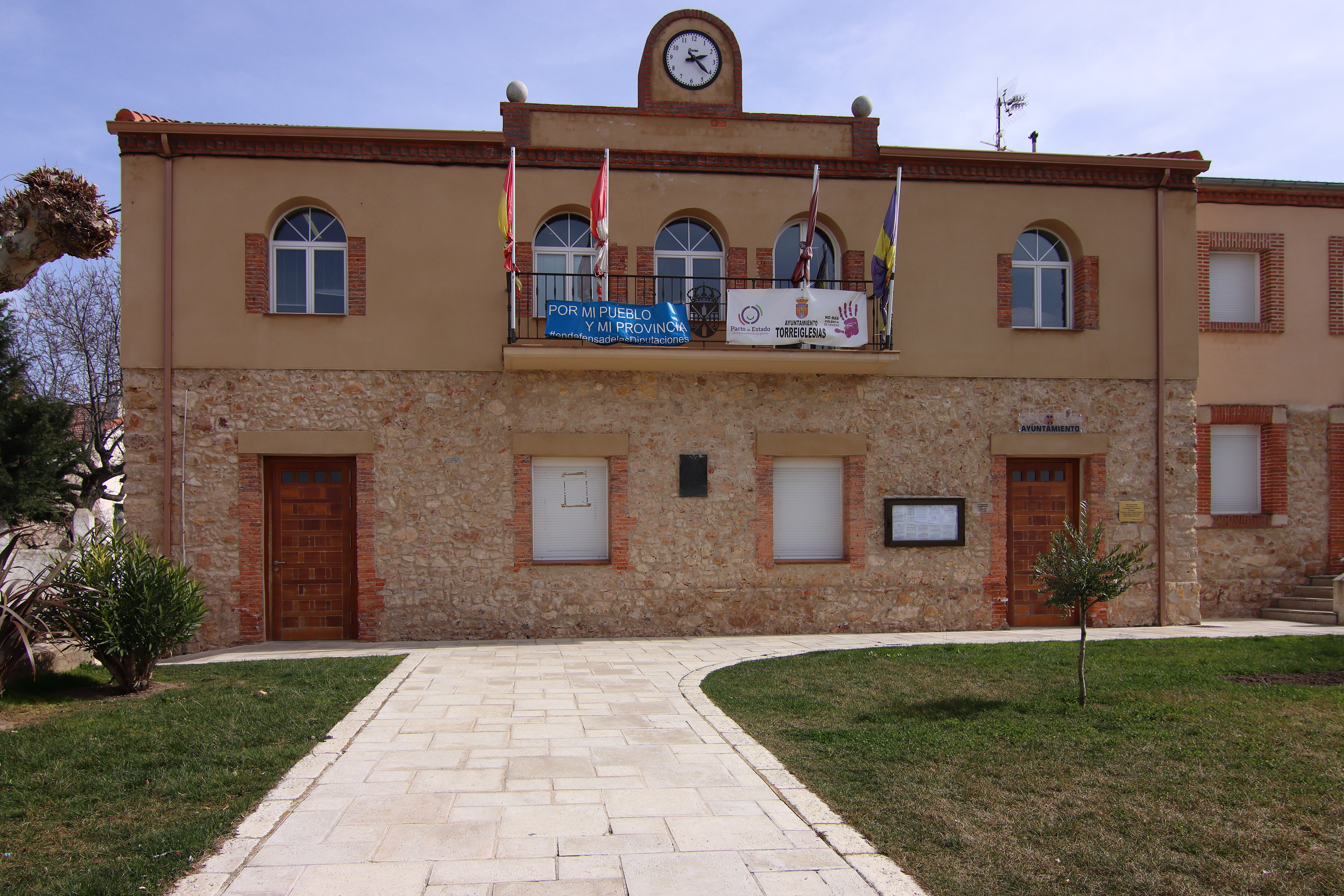
Rathaus

- Kirche Mariä Himmelfahrt
- Rathaus